# Secundum quid
En lògica, Secundum quid o generalització precipitada, és una fal·làcia que es comet en inferir una conclusió general a partir d'una evidència insuficient. Una generalització precipitada pot ser entesa com una mala inducció (sense cogència). Per exemple, considereu l'argument següent:
1. El Joan és alt i és ràpid.
2. La Maria és alta i és ràpida.
3. El Matias és alt i és ràpid.
4. Per tant, totes les persones altes són ràpides.

Concloure que totes les persones altes són ràpides, perquè n'hi hagi tres que ho siguin, és una generalització precipitada. És molt probable que hi hagi persones que siguin altes i que, no obstant això, no siguin ràpides.
El límit entre una generalització precipitada i una bona inducció de vegades pot ser difús, i establir un criteri clar per a distingir-les és part del problema de la inducció.

## Mostra esbiaixada
Una mostra esbiaixada és una mostra estadística que ha estat falsament considerada com la típica d'una població de la qual ha estat presa. Per exemple, algú pot dir: «A tothom li va agradar la pel·lícula» sense esmentar (o sense saber) que «tothom» era un grup d'admiradors del director de la pel·lícula.
Els sondejos en línia i les mostres per trucades voluntàries són un tipus particular d'aquest error, perquè les mostres estan implícitament preseleccionades o autoseleccionades. En el millor dels casos, això significa que participaran les persones que es preocupen més sobre l'assumpte en qüestió, i en el pitjor dels casos, només aquelles que visitin la pàgina web en què es fa el sondeig, sintonitzin la ràdio, llegeixin el diari, etc., al qual es faci la trucada.